# Józef Maria z Palermo
Brat Józef Maria z Palermo, urodzony Vincenzo Diliberto (Palermo, 1 lutego 1864 - Sortino, 1 stycznia 1886), był włoskim zakonnikiem z Zakonu Braci Mniejszych Kapucynów (OFMCap), którego sprawa beatyfikacyjna i kanonizacyjna jest w toku. Uważany jest przez Kościół Katolicki za Sługę Bożego.

## Biografia
Urodził się w Palermo 1 lutego 1864 roku, syn Nicolò, inżyniera inżynierii lądowej, i Rosy, gospodyni domowej. Pierwszą komunię przyjął w 1871 roku w wieku siedmiu lat w kościele Świętego Franciszka z Asyżu. Przedwczesna śmierć matki, gdy Wincenty miał zaledwie jedenaście lat, przyczyniła się do podkreślenia jego niespokojnego charakteru. Jego ojciec na próżno uciekał się do niektórych prestiżowych uczelni w mieście, z których z jednego, Instytut Randazzo, został ostatecznie wydalony za niewłaściwe postępowanie, oznaczony jako buntowniczy i niepoprawny duch. W wieku piętnastu lat, po podjęctej cierpliwie pracy wewnętrznej, dzięki przyjaźni i kierownictwu duchowemu, jakich doświadczył w kolegium San Rocco, Wincenty rozpoczął stopniową podróż „nawrócenia”. Dotychczasową apatię i figle zastąpił praktykami pobożności, których zwieńczeniem była częstotliwość sakramentów, a zwłaszcza adoracji Najświętszego Sakramentu, do tego stopnia, że stał się wzorowym uczniem.
Wkrótce poczuł chęć podjęcia życia kapłańskiego, dlatego po uzyskaniu aprobaty ojcowskiej, 5 czerwca 1881 r. wstąpił do Seminarium Arcybiskupiego w Palermo, gdzie poprzedzała go sława „nawróconego”. W ciągu czterech lat jego pobytu w seminarium, miłość Wincentego do Eucharystii wzrosła do tego stopnia, że poprzez odpowiednie ustawienie luster wymyślił możliwość oglądania tabernakulum z sali fizyki, by tym samym mieć możliwość zatrzymania się na modlitwie w ciągu dnia i nocy, uciekając przed ciekawskimi spojrzeniami. 31 sierpnia 1884 r. dwudziestoletni ówcześnie kleryk udał się, za radą swojego spowiednika i kierownika duchowego, na dwa miesiące w odosobnienie w samotności do klasztoru franciszkanów w Baida, wówczas niezamieszkanego, pragnąć wówczas rozeznać możliwość podjęcia życia zakonnego. Po powrocie z Baidy na skutek spotkania z młodym kapucynem, będącym świeżo po nowicjacie w klasztorze w Sortino, spotkanie to położyło kres jego wątpliwościom, i wybiera Zakon Braci Mniejszych Kapucynów.
Po początkowym oporze ze strony ojca, po uzyskaniu zgody, Wincenty w styczniu 1885 r. wyjechał z bratem Silvestro do Sortino. Przyjęty przez ministra prowincjalnego br. Eugenio Scamporlino, 14 lutego 1885 r. otrzymał habit nowicjusza kapucyńskiego i nowe imię: „brat Józef Maria z Palermo”, rozpoczynając tym samym rok próbny. W liście do ojca br. Józef  nie krył „największej radości” z noszenia habitu i praktykowania wszystkich obrzędów wymaganych w nowicjacie kapucynów. Surowy styl życia wkrótce zderzył się ze zdrowiem młodego człowieka, który już w listopadzie 1885 roku doznał jednoznacznych objawów zapalenia płuc, które w krótkim czasie doprowadziło do jego śmierci.
Br. Józef Maria z Palermo zmarł w Sortino, w klasztorze-nowicjacie kapucynów, o godzinie 0:30 1 stycznia 1886 r..

## Po śmierci
Wiadomość o śmierci w opinii świętości młodego nowicjusza kapucyńskiego z Palermo szybko się rozeszła i wielu przybyło najpierw do klasztoru, a potem do kościoła, aby wyrazić swoją cześć do niego. Ciało br. Józef  Maria pozostawało wystawione przez trzy dni. W niedzielę 3 stycznia 1886 r. czczonemu ciału towarzyszyli bracia, duchowieństwo i tłum na cmentarz miejski, a w poniedziałek 4 stycznia został pochowany w grobowcu kapucynów. Dopiero od 21 października 1928 r. doczesne szczątki nowicjusza cieszącego się opinią świętości spoczęły w kościele klasztoru kapucynów w Sortino, za zezwoleniem kompetentnej rzymskiej Kongregacji Obrzędów.

## Proces beatyfikacyjny
Wobec utrzymującej się opinii świętości młodego nowicjusza, br. Józef Maria z Palermo, w latach 1890-1908 odbył się proces informacyjny w diecezji Palermo i Syrakuz (diecezja narodzin i śmierci sługi Bożego), który zakończył się w 1913 r. Dnia 13 maja 1914 r. Papież Pius X udzielił nulla osta na rozpoczęcie sprawy w procesie apostolski, przeprowadzonym w latach 1914-1924. Po długim okresie zastoju, w 2001 roku Kongregacja Spraw Kanonizacyjnych wyznaczyła promotora opracowania Positio super virtutibus. 3 marca 2013 r. na prośbę Kongregacji Spraw Kanonizacyjnych archidiecezja Syrakuz wszczęła uzupełniające dochodzenie w sprawie ciągłości kultu świętości sługi Bożego, które zakończyło się posiedzeniem Trybunału Diecezjalnego, w obecności arcybiskupa Salvatore Pappalardo, dani 10 maja 2016 r. W dniu 17 lutego 2017 r. Kongregacja Spraw Kanonizacyjnych wydała Dekret o prawnej ważności przeprowadzonego dochodzenia. Obecnym postulatorem sprawy jest kapucyn br. Vincenzo Criscuolo.